# Biblioteca de la Universidad de Copenhague
La Biblioteca de la Universidad de Copenhague (en danés: Københavns Universitetsbibliotek) se localiza en Copenhague, la capital de Dinamarca, es la biblioteca de investigación principal de la Universidad de Copenhague. Fundada en 1582, es la biblioteca más antigua de Dinamarca.
El viejo edificio principal de la biblioteca se encuentra en Fiolstræde en el centro de Copenhague. Fue diseñado por Johan Daniel Herholdt y se terminó en 1861. Una segunda biblioteca, conocida como la Biblioteca de la Universidad de Copenhague Norte (55.6971 ° N 12.5608 ° E), se encuentra en Nørre Allé y es la biblioteca de las ciencias naturales y la medicina.